# Sogrape
Sogrape é uma empresa portuguesa com sede em Avintes, Vila Nova de Gaia, que se dedica ao cultivo, produção e exportação de vinho. Sogrape Original Legacy Wines («Vinhos Originais e Intemporais») é uma assinatura de marca usada desde 2016 pelo Grupo Sogrape.
A empresa foi fundada em 1942 por Fernando van Zeller Guedes, criador do vinho Mateus Rosé. A Sogrape Vinhos Portugal (designação à época) é proprietária da marca Sandeman desde 2002, Ferreira e Offley (vinho do Porto, xerez e brandy).
A actual base produtiva da Sogrape alarga-se a nove quintas nas principais regiões vitícolas portuguesas, além das que a empresa dez centros de vinificação em Portugal — Quinta de Azevedo, Vila Real, Cambres, Boavista, Seixo, Leda, Bemposta, Anadia, Outeiro de Espinho e Herdade do Peso —, com uma capacidade de vinificação de mais de 30 milhões de litros. As linhas de engarrafamento da empresa atingem as 52 mil garrafas/hora.

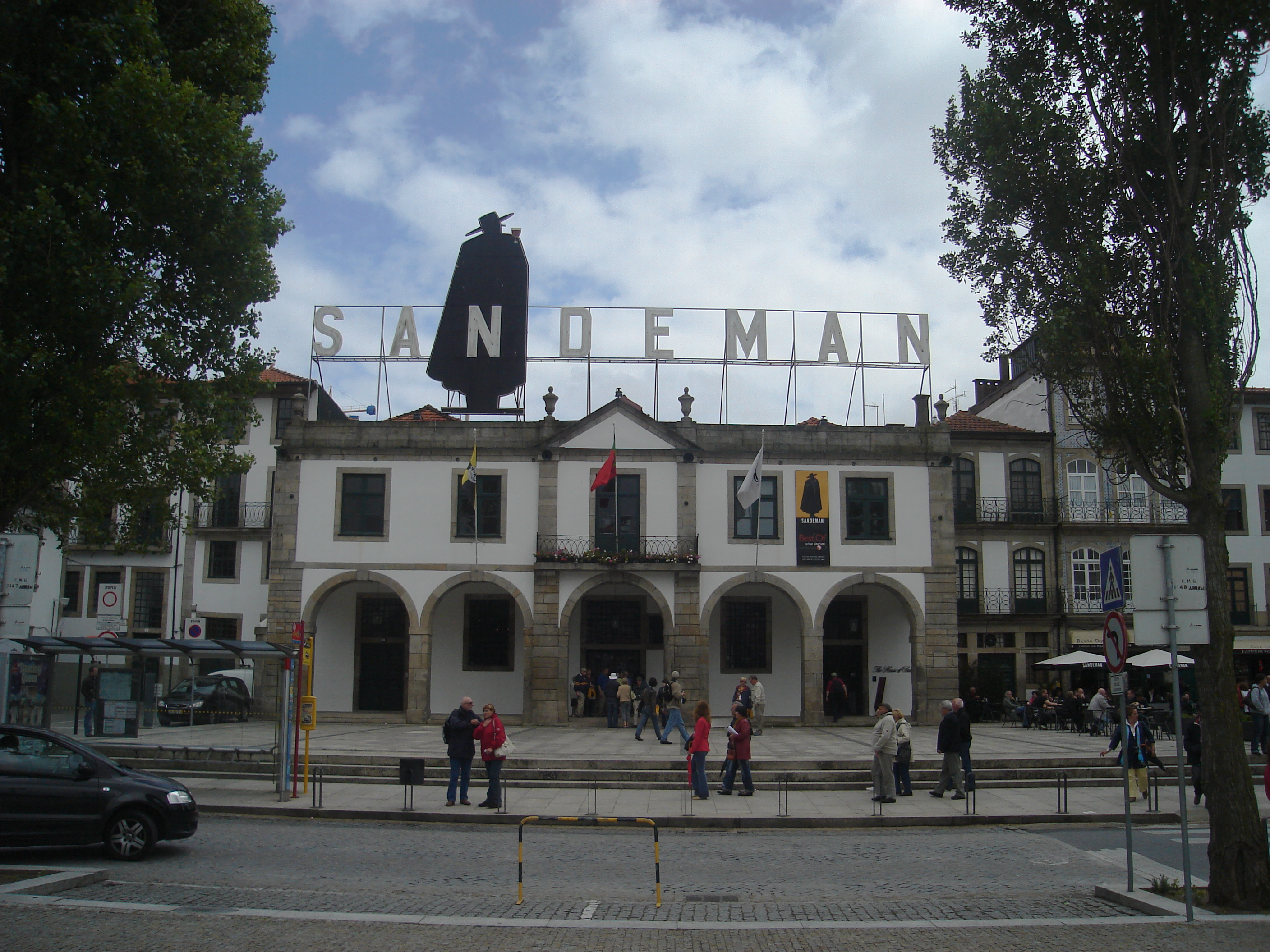
Caves Sandeman (vinho da Sogrape)

A Sogrape Vinhos detém as seguintes marcas de vinhos:
- Casa Ferreirinha
- Constantino
- Ferreira
- Finca
- Flichman
- Gazela
- Grão Vasco
- Herdade do Peso
- Mateus
- Morgadio da Torre
- Offley
- Planalto
- Quinta de Azevedo
- Quinta dos Carvalhais
- Robertson
- Sandeman
- Sogrape Reservas
- Terra Franca
- Vila Régia

A Sogrape, em 2016, tem 1.500 hectares de vinhas em Portugal, Espanha, Argentina, Nova Zelândia e Chile e vende os seus vinhos em mais de 120 países. Da região do Douro, a Sogrape chegou a todo mundo, e produz hoje vinho em Portugal (Sogrape Vinhos Portugal), Espanha (Bodegas LAN), Argentina (Finca Flichman), Chile (Viña Los Boldos) e Nova Zelândia (Framingham). Com empresas de distribuição na Europa, na América, em África e na Ásia, faz chegar os seus vinhos a mais de 120 países, com marcas internacionalmente relevantes.[carece de fontes?]